# Nordöstkaukasiska språk
Nordöstkaukasiska språk, även östkaukasiska, kaspiska, nach-dagestanska eller dagestanska språk (inte att förväxla med dagestanspråk, som är en undergrupp), är en språkfamilj som talas främst i de ryska delrepublikerna Dagestan, Tjetjenien och Ingusjien, samt i norra Azerbajdzjan och Georgien. De delas in i nachspråk och dagestanspråk. De största språken i familjen är tjetjenska, ingusjiska, avariska och lezginska. Familjen är känd för komplexa ljudsystem (upp till 60 konsonanter och 30 vokaler i ett och samma språk), substantivklasser (genus), ergativ satsstruktur, och ett stort antal kasus, inklusive flera lokativa kasus. Nordöstkaukasiska språk grupperas stundom med nordvästkaukasiska språk under samlingstermen nordkaukasiska språk.